# Prince Albert (gmina)
Prince Albert – gmina w Republice Południowej Afryki, w Prowincji Przylądkowej Zachodniej, w dystrykcie Central Karoo. Siedzibą administracyjną gminy jest Prince Albert.